# タンゴのもつれ
『タンゴのもつれ』(Tango Tangles) は、1914年公開の短編サイレント映画。キーストン社による製作で、監督はマック・セネット。1971年に映画研究家ウノ・アスプランドが制定したチャールズ・チャップリンのフィルモグラフィーの整理システムに基づけば、チャップリンの映画出演6作目にあたる。

## あらすじ
ダンスホールに来たバンドのリーダー（フォード・スターリング）とミュージシャン（アーバックル）。舞台では模範的なダンサーがダンスを踊っているが、それとは別にほろ酔いのダンサー（チャップリン）が珍妙なタンゴを踊っていた。やがてクロークの娘（ミンタ・ダーフィ）をめぐってバンドのリーダー、ミュージシャンとほろ酔いダンサーが三つ巴の争いを繰り広げる。

## 背景・評価
マック・セネットがスケジュールの合間を縫って、チャップリンとスターリング、アーバックル、チェスター・コンクリンを引き連れてダンスホールに来場し、本物の観客を前にして撮影した文字通り即興ものの作品である。コンクリンがキーストン・コップスの扮装であるほかは普段着姿であり、チャップリンもいわゆる「チャーリー」の扮装ではない。チャップリンの伝記を著した映画史家のデイヴィッド・ロビンソンは、乱闘シーンにおけるチャップリンの仕草が、後年の『街の灯』（1931年）などにおけるボクシングのシーンの先駆けを見出すことができると論じている。

## キャスト
- チャールズ・チャップリン：ほろ酔いのダンサー
- フォード・スターリング：バンドのリーダー
- ロスコー・アーバックル：ミュージシャン
- チェスター・コンクリン：警官
- ミンタ・ダーフィ：クロークの娘